# أكمية شائكة
أكمية شائكة (الاسم العلمي:Aechmea muricata) هي نوع من النباتات تتبع جنس الأكمية من الفصيلة البروميلية.